# نورمان برونيه
نورمان برونيه هو مغن مؤلف كندي، ولد في 1958 في كيبك في كندا.